# Maurice Prendergast
Pour les articles homonymes, voir Prendergast.
Maurice Brazil Prendergast (10 octobre 1858 — 1er février 1924) est un artiste peintre et aquarelliste américain postimpressionniste. Il a été, sur le plan technique, rattaché à l'Ash Can School, mais ses compositions délicates n'ont rien en commun avec la philosophie de ce groupe.

## Biographie
Prendergast est né à St. John's, une ville de Terre-Neuve au Canada, le 10 octobre 1858. Après l'échec du comptoir de son père, sa famille partit pour Boston en Nouvelle-Angleterre. Là, il apprit son métier auprès d'un peintre commercial. D'un tempérament timide, Prendergast resta célibataire toute sa vie. Il resta fortement attaché à son frère Charles, lui aussi artiste. Il part étudier à Paris, fréquente l'Académie Colarossi, dans les classes de Gustave Courtois et Jean-Joseph Benjamin-Constant, et l'Académie Julian. C'est dans la capitale française qu'il fait la connaissance du peintre canadien James Wilson Morrice, qui le fait entrer dans le cercle des avant-gardistes britanniques Walter Sickert et Aubrey Beardsley.
Il expose en 1908 aux Macbeth Galleries (Manhattan), avec Robert Henri, Arthur Bowen Davies, Ernest Lawson, William Glackens, Everett Shinn, John French Sloan et George Luks ; la presse leur donne le nom de The Eight.
En 1913, il est sélectionné pour exposer à l'Armory Show.

## Style
Influencé par Childe Hassam et James Wilson Morrice.

## Conservation
Quelques œuvres exposées :
- Metropolitan Museum of Art, New York (États-Unis) : nombreux tableaux[1]
- Musée Thyssen-Bornemisza à Madrid (Espagne) : sept tableaux[2]

## Galerie

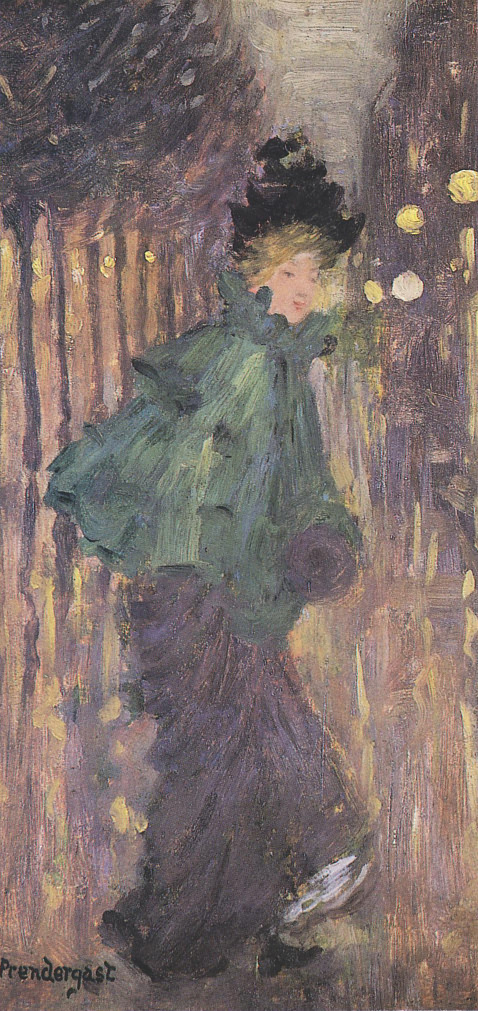
Lady on the Boulevard / The Green Cape, 1892
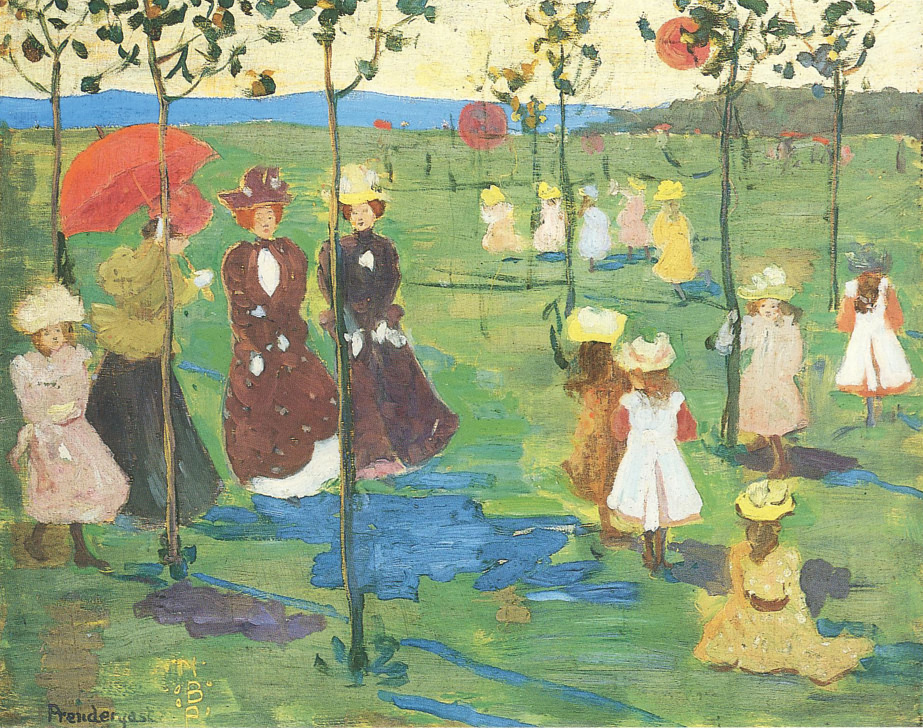
Franklin Park Boston, 1895
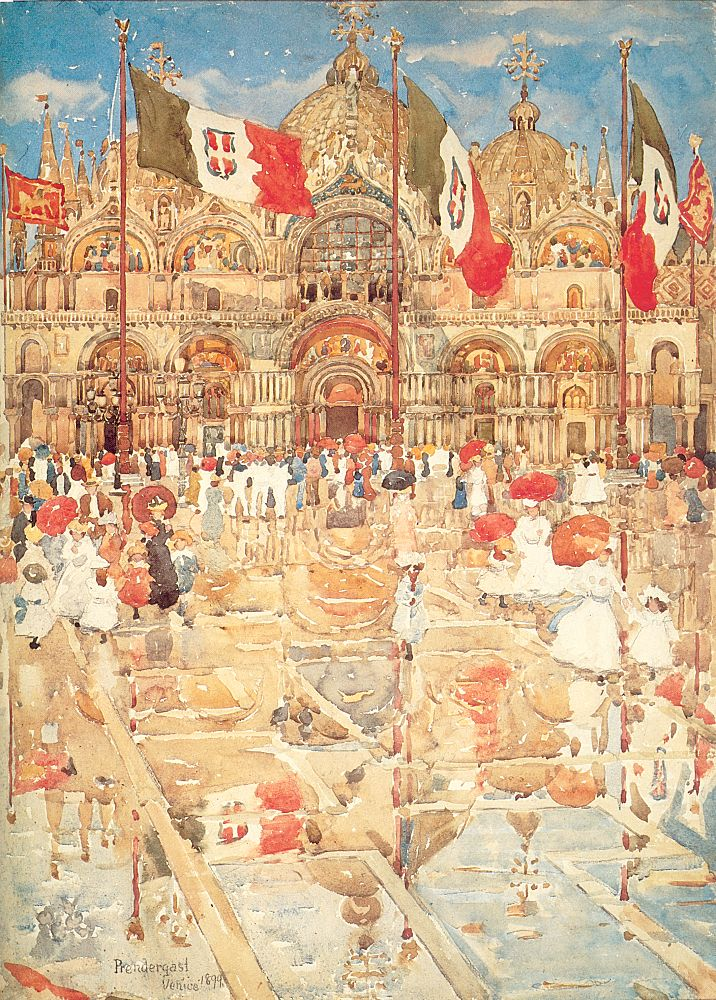
Splash of Sunshine and Rain, aquarelle exécutée en Italie, 1899
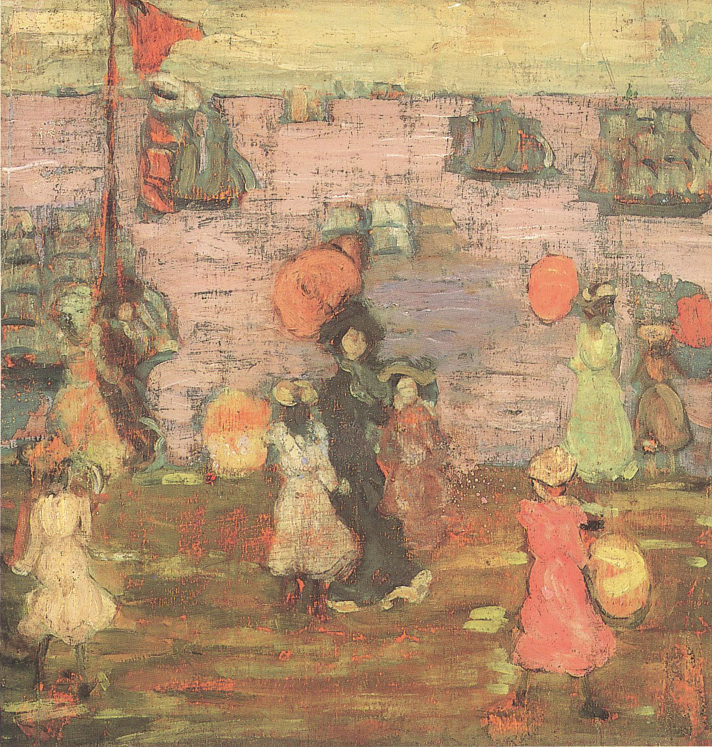
Telegraph Hill, huile sur toile, 1900
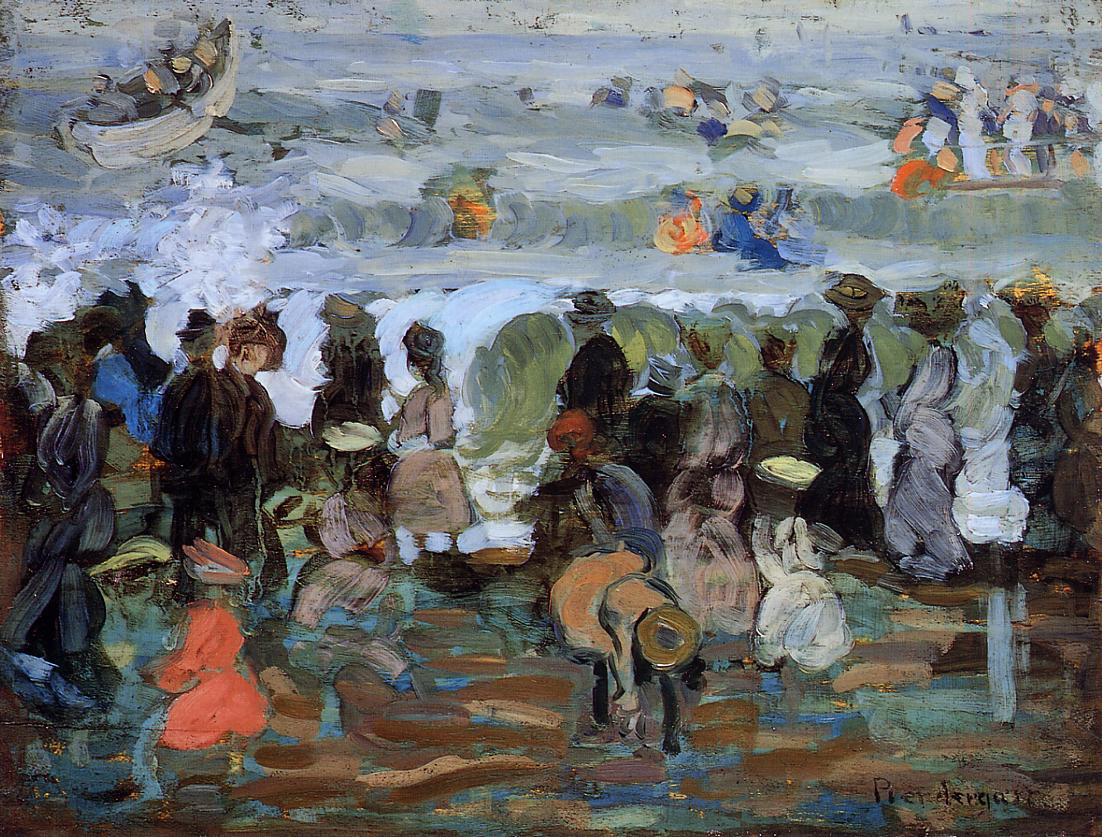
After the Storm, huile sur toile, 1902-1906
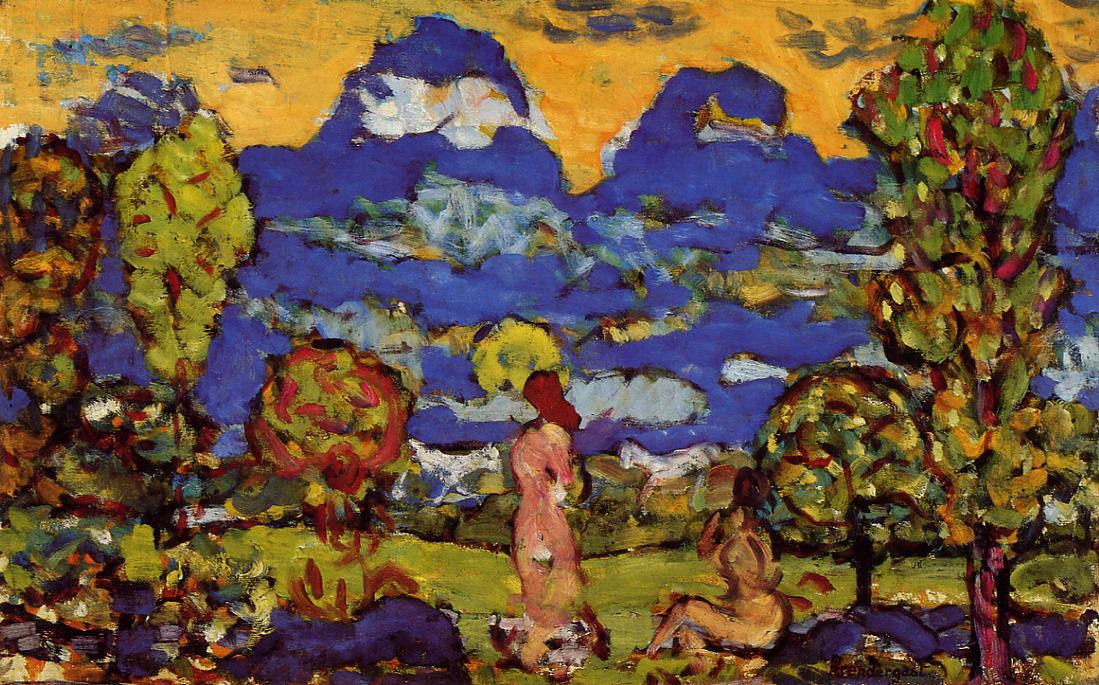
Blue Mountains, huile sur toile, 1914-1915
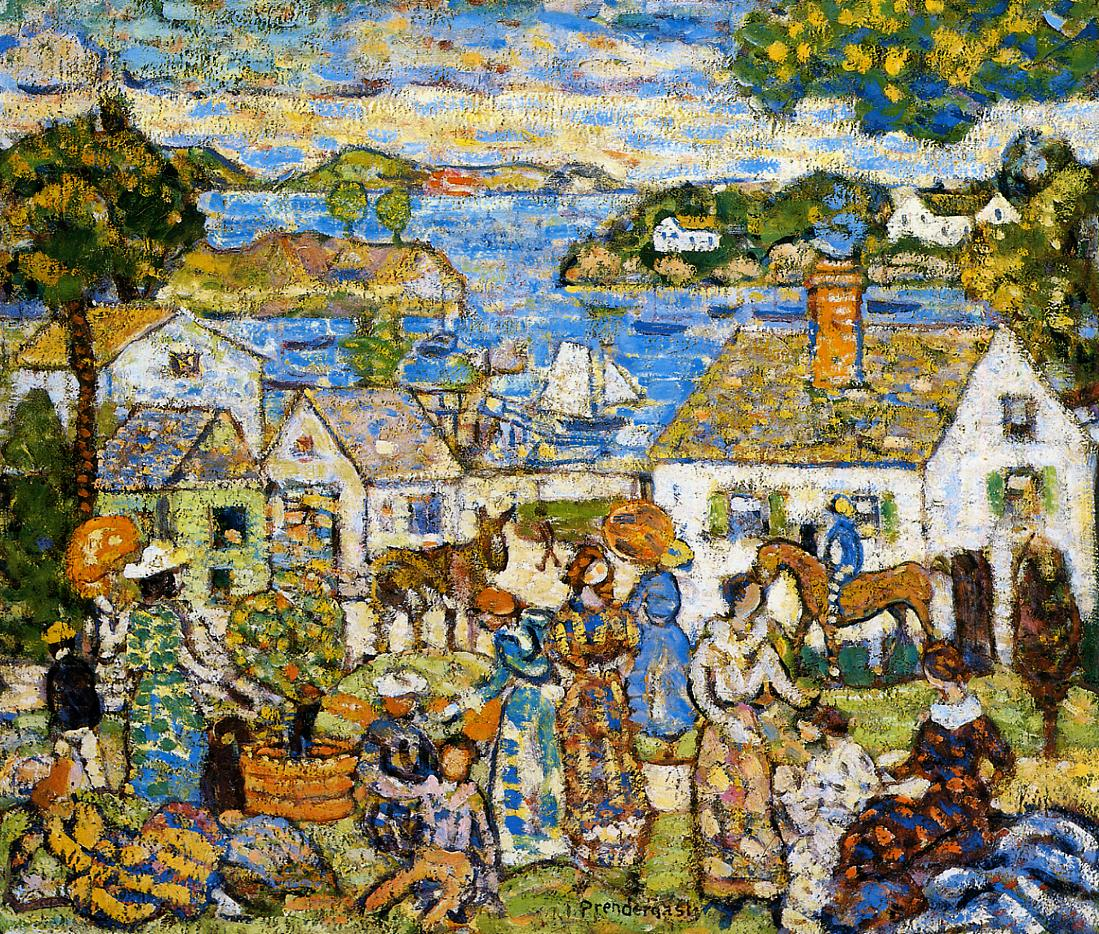
New England Harbor, huile sur toile, 1919-1923